# スワン諸島

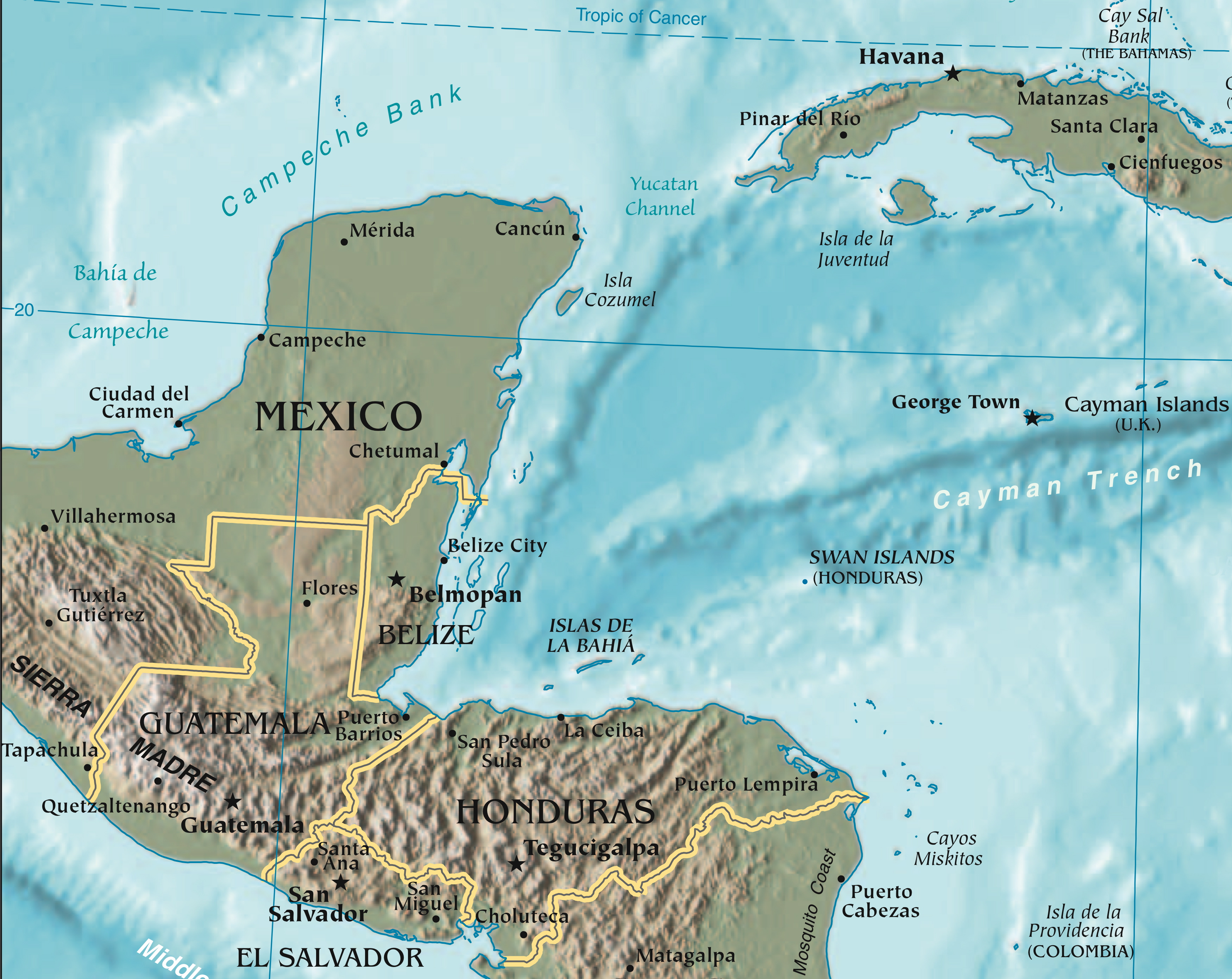
位置

スワン諸島（Swan Islands、スペイン語名ではイスラ・デル・スワン諸島、Islas del Swan Islands又はサンタニーヤ諸島、Santanilla Islands）とも呼ばれており、カリブ海にあるホンジュラス領の2つの島からなる島である。行政区画ではイスラス・デ・ラ・バイア県に属している。面積3.7km2。島には豊かなグアノ・硬木がある。
コロンブスにより1509年に発見され聖アンナの名に因んでイスラ・サンタ・アナ島（Islas Santa Ana）と命名するが、淡水が無かったため、島をすぐ去り、島の存在は忘れ去られた。1750年にコロンブスの部下だったのイスラス・デ・ラス・ポザスが島に到着するが、後にイギリスの海賊のスワン船長が到着し自分の名からスワン諸島と命名し以後、海賊の隠れ家と化した。1840年にケイマン諸島から2人のイギリス人が島に初入植を試みた。ケイマン諸島に戻る為、島の木を切って船を造ったがハリケーンに襲われ、失敗するが、1850年にケイマン諸島からサミュエル・パーソンズと言う人物がスワン諸島に訪れ、ヤギの放牧を始めた。（しかし、後に島を去った後、再びスワン諸島を訪れた時、ヤギは全てグアノ採取をしていた、アメリカの鉱夫達に食べられた。）1856年にアメリカはアメリカ議会でグアノ法を可決し領有を主張した。翌年にアメリカ人ジョン・バレンティン・ホワイトが島を発見したとアメリカ政府に宣言したためホワイトの私所有地と言う事でのアメリカの領土となった。島をグアノ会社に売却したホワイトはその後、調査により、豊かなグアノが埋蔵していたので、グアノの採掘を始めた。しかし、グアノを掘り尽くしてしまった。1893年にアロンゾ・アダムズ船長が偶然この島とそのグアノに遭遇。アダムズ船長から、これらの島はマサチューセッツ州ボストンのスミスという名の家族の所有となり、スミス家はスワン島商業会社を設立した。この会社は気象観測所用にユナイテッド・フルーツ・カンパニーに土地を売った。その後アメリカ政府にも年間 300ドルで土地を売った。その後、転売して行き、無線中継地となったり、ココナッツ栽培などされたが、アメリカが測候所を建設。1923年にホンジュラスがスワン諸島の領有を主張したが、アメリカはそれを拒否し続けた。1950年に、マサチューセッツ州リンカーンの島を所有していたスミスの親族であるサムナー・スミスがスワン諸島の一部を所有。以後、サムナー・スミス家が長らく一部のスワン諸島を所有して管理していく事となった。スミス家は1960年にイギリスのジブラルタル汽船会社に島を売り、この会社は島にスワン・ラジオと言う放送局を建設しキューバに向けて反カストロの放送を始めた。また、1960年代にスワン諸島はアメリカ海兵隊のキューバのピッグス湾侵攻の中継地としても使われた。ホンジュラスから領有を迫られていたアメリカはグアノ諸島法に基づいてスワン諸島の領有を主張し、ホンジュラスと島の領有を巡って、口論となっていた。しかしアメリカ合衆国上院が国際紛争、特にベトナム戦争にうんざりし、島の所有権は常にサムナー・スミス家が維持しているのに関わらず、アメリカ政府は島に測候所を保持する特権と引き換えにホンジュラスに島の所有権を認める条約を1971年に承認した。そして1972年にホンジュラスによる島の明確な権原は発効し、ついにアメリカは島の領有を放棄し、島をホンジュラスへ譲渡した。
現在も無線中継地として無線中継所があり、その関係者のスタッフが数人いる他、ココナッツ栽培をする住民1人とホンジュラス軍の守備隊が駐留している。1989年に自然保護区に指定されたが、アメリカの資本会社が観光地や租税回避地などにしようと島を所有しようとしている。